# Lista volumelor publicate în Colecția SFFH (Editura Tritonic)
În continuare este prezentată o listă de volume publicate în Colecția SFFH (Science Fiction, Fantasy and Horror) de la Editura Tritonic:

## Lista volumelor publicate
| Titlu | Autor(i) | Data apariției | Note / Ref. |
| --- | --- | -------------- | --- |
| 50 de grade sub zero | Kim Stanley Robinson | 2008           | |
| 40 de semne de ploaie | Kim Stanley Robinson | 2006           | Traducător Mihai Samoilă. Primul roman din trilogia "Știința în Capitală"                                                                         |
| A doua lună plină | Kelley Armstrong |                | (Stolen; ciclul "Lumea de Dincolo - Women of the Otherworld" 2)                                                                                   |
| Aer | Geoff Ryman |                | |
| Armele din Avalon | Roger Zelazny |                | |
| Atuurile morții | Roger Zelazny |                | |
| Blestemul Chalionului | Lois McMaster Bujold | 2007           | |
| Blocul câș: al doilea romanț despre Waldemar | Liviu Radu |                | |
| Cadavrul care râde | Laurell K. Hamilton |                | |
| Carbon modificat | Richard K. Morgan | 2008           | |
| Cartea lui Ashvol I - O istorie secretă | Mary Gentle |                | |
| Cavalerul umbrelor | Roger Zelazny |                | |
| Cicatricea | China Miéville |                | |
| Circul damnaților | Laurell K. Hamilton |                | |
| Consiliul de Fier | China Miéville |                | |
| Copiii pierduți | Peter Straub |                | |
| Curțile haosului | Roger Zelazny |                | |
| Dune - Casa Atreides | Brian Herbert, Kevin J. Anderson |                | |
| Dune - Casa Corrino | Brian Herbert, Kevin J. Anderson |                | |
| Elantris | Brandon Sanderson |                | |
| Grădinile lunii | Steven Erikson |                | |
| La început a fost întunericul | R. Scott Bakker |                | |
| Lumea lui Waldemar | Liviu Radu |                | |
| Lumina | M. John Harrison |                | |
| Lună plină | Kelley Armstrong |                | (Bitten; ciclul "Femei din lumea de dincolo - Women of the Otherworld")                                                                           |
| Magia pentru începători | Kelly Link |                | |
| Marilyn Monroe pe o curbă închisă | Dănuț Ungureanu | 2012           | Volum de povestiri |
| Mâna lui Oberon | Roger Zelazny | 2007           | Cronicile Amberului IV. Traducător: Eugen Cristea                                                                                                 |
| Noua prinți din Amber | Roger Zelazny |                | |
| Nova Swing | M John Harrison |                | |
| O după-amiază cu bere și zâne | Liviu Radu |                | |
| Orașul gravat | K. J. Bishop |                | |
| Paladinul sufletelor | Lois McMaster Bujold |                | |
| Plăceri interzise | Laurell K. Hamilton |                | |
| Prințul Haosului | Roger Zelazny |                | |
| Profetul războinic | R. Scott Bakker |                | |
| Pulbere de stele | Neil Gaiman |                | |
| Răsărit de fier | Charles Stross |                | |
| Razzar | Ovidiu Pecican, Alexandru Pecican | 2012           | |
| Să iubești un înger | Claudiu Simion |                | |
| Semnul Haosului | Roger Zelazny |                | |
| Semnul Unicornului | Roger Zelazny |                | |
| Sângele din Amber | Roger Zelazny |                | |
| Spațiul singularității | Charles Stross |                | |
| Stația pierzaniei | China Miéville |                | |
| Steaua Pandorei | Peter F. Hamilton |                | |
| Vânătoarea de capete | David Marusek |                | |
| Vânătoarea sfântă | Lois McMaster Bujold |                | |
| Veniss Underground | Jeff Vendermeer |                | |
| Vânătorii de fulgere | Ken Macleod |                | |
| Viriconium | M. John Harrison |                | |
| Zei americani | Neil Gaiman |                | |
| Vraciul de pe norul interior | Lucian Dragos Bogdan |                | |
| Enciclopedie SF vol 1. Nașterea literaturii SF. Definiții origini fondatori                                                                                          | Mircea Naidin | 2015           | |
| Enciclopedie SF. Vol. 2 Identitatea literaturii SF. Studii teoretice. Biografii Literare. Cronica de artă                                                            | Mircea Naidin |                | |
| Enciclopedie SF Vol 3 Predarea literaturii SF în universitate. Metodologie, cursuri, bibliografii                                                                    | Mircea Naidin |                | |
| Enciclopedie SF. Vol 4 Tezaurul literaturii SF Antologie trilingva de texte critice. Definiția fenomenului SF. Istoria fenomenului SF                                | Mircea Naidin |                | |
| Enciclopedie SF vol 5 Tezaurul literaturii SF Antologie de texte critice - SF si mainstream. Tehnici ale scriiturii                                                  | Mircea Naidin |                | |
| Enciclopedie SF vol 6 tezaurul literaturii SF. Antologie de texte critice- Scriitori. Specii literare. Știința. Filozofie, Religie. Cinematografie, Critica literara | Mircea Naidin |                | |
| Ultima privire - Volumul 4 seria Dincolo de moarte | Adina Speteanu |                | |
| Sub steaua infraroșie | Alexandru Lamba |                | |
| Galaxia sudică | Aurel Cărășel | 2016           | [ 4 ] [ 5 ] |
| Stăpânul castelului | Teodora Matei |                | |
| O hucă în minunatul Inand | Michael Haulică |                | [ 6 ] |
| 3_1 | Sebastian A. Corn, Michael Haulică, Dănuț Ungureanu                                                                                                |                | Volumul conține 3 povesti: Sebastian A. Corn - Epideemia ; Michael Haulică - Povestea lui Calistrat Hadâmbu ; Dănuț Ungureanu - Anatomic Graffiti |
| Maya | |                | Teodora Matei, Lucian Dragos Bogdan |
| Ultimul flux | Lucian Dragos Bogdan |                | un roman din universul Frontierei |
| Înainte de neant | Mihai Alexandru Dinca |                | |
| 3_2 | Sebastian A. Corn, Michael Haulica, Danut Ungureanu                                                                                                |                | |
| Galaxia sudică 2. Cascada de neon | Aurel Cărășel |                | |
| Cum să fabrici un semizeu | Florin Purluca |                | [ 8 ] |
| Gheorghe, un om special | Dan Doboș |                | |
| Cine doarme și visează | Cezarina Anghilac |                | |
| Galaxia sudică. Începuturi | Aurel Cărășel |                | |
| Tenebre. Cazul Laura | Daniel Timariu |                | |
| Câinii diavolului | Catalina Fometici |                | |
| Arhitecții speranței | Alexandru Lamba |                | |
| Frontiera 2 | Lucian Dragos Bogdan |                | |
| Argos Trei / Antologie de povestiri SF | Editor Michael Haulică |                | |
| Frontiera 1 | Lucian Dragos Bogdan |                | |
| Misterioasa scrisoare a domnului Tesla | Eugen Cadaru |                | |
| 3_3 | Rodica Bretin, Michael Haulică, Alexandru Lamba |                | |
| Moștenirea străbunilor | Maria Ileana |                | |
| Sindromul Charlotte | Teodora Matei,Lucian Dragos Bogdan |                | Al treilea roman din seria Omul Fluture |
| Vremea renunțării și alte povestiri | Marian Truță |                | |
| Galaxia sudică 3 - Formula magica a destinului | Aurel Cărășel |                | |
| Aripile tatălui | Teodora Matei |                | |
| Povestiri cu dragoni | Michael Haulică, Ioana Visan, Marcel Gherman, Miloș Dumbraci, Alexandru Botan, Irina Georgescu, Daniel Timariu, Emil Duhnea, Mihai Alexandru Dinca |                | |
| Un polițist în spațiu | Nic Dobre |                | |
| Tenebre. Labirintul | Daniel Timariu |                | |
| Exit plus: Povestiri de dincolo | Alexandru Lamba, Dănuț Ungureanu , Florin Purluca, Lucian Dragoș Bogdan, Teodora Matei, Florin Stanciu , Liviu Surugiu, Marian Truță               |                | [ 10 ] |
| Oameni și zei | Rodica Bretin |                | |
| început de anotimp ploios la Ezary | Marian Truță |                | |
| Fecioara de fier | Rodica Bretin |                | |
| Vraciul de pe norul interior | Lucian Dragoș Bogdan |                | |
| Dincolo de ziduri | Teodora Șerbănescu |                | |
| Galaxia sudică 4. Agora și cronautul | Aurel Cărășel |                | |
| Cartea haosului | Lucian Dragos Bogdan |                | |
| 3,4 | |                | Conține: Vizita de Daniel Timariu, Manuscrisul de Lucian-Dragos Bogdan și Sub luna de cleștar de Teodora Matei                                    |
| Imperiul de sticlă | Catalina Fometici |                | |
| Când penele roșii vor plânge Ciudatul caz al umbrelor | Lucian Dragos Bogdan, Daniel Timariu |                | |
| Sfârșitul inocenței (și alte povestiri) | Cristian Vicol |                | |
| Poarta stelară | Rodica Bretin |                | |
| 3.5 povestiri | Ciprian-Ionut Baciu, Lucian-Vasile Szabo, Daniel Timariu                                                                                           |                | |
| Un străin în Regatul Assert | Teodora Matei, Lucian Dragos Bogdan |                | |
| O noapte la castel | Teodora Matei |                | |
| 12 Povestiri fantastice | Danut Ungureanu, Marian Truta |                | |
| Cântec pentru nemurire | Teodora Anghel |                | |
| Galaxia sudică 5. Vânătoare de nemuritori | Aurel Cărășel |                | |
| Sub apa dragonului strâmb | Teodora Matei, Lucian-Dragoș Bogdan (editori) | 2019           | Volum de povestiri fantasy și fantastice |

## Vezi și
- Lista volumelor publicate în Colecția Fantastic Club
- Lista volumelor publicate în Colecția SF (Editura Tineretului)
- Lista cărților științifico-fantastice publicate în România înainte de 1989
- Lista volumelor publicate în Colecția Cyborg
- Lista volumelor publicate în Colecția Fahrenheit
- Lista volumelor publicate în Colecția Nautilus
- Lista volumelor publicate în Colecția Sci-Fi (Editura Teora)
- Lista volumelor publicate în Colecția SF (Editura Lucman)
- Lista volumelor publicate în Colecția Super Fiction (Editura Vremea)